# گوران نیکلاسون
گوران نیکلاسون (سوئدی: Göran Nicklasson; ۲۰ اوت ۱۹۴۲ – ۲۷ ژانویهٔ ۲۰۱۸) بازیکن فوتبال اهل سوئد بود.
از باشگاه‌هایی که در آن بازی کرده‌است می‌توان به باشگاه فوتبال سوندسوال اشاره کرد.
وی همچنین در تیم ملی فوتبال سوئد بازی کرده‌است.